# Boletina sedula
Boletina sedula är en tvåvingeart som beskrevs av Oskar Augustus Johannsen 1912. Boletina sedula ingår i släktet Boletina och familjen svampmyggor.
Artens utbredningsområde är Alberta. Inga underarter finns listade i Catalogue of Life.